# Johan Derksen
Johannes Gerrit (Johan) Derksen (Heteren, 31 januari 1949) is een Nederlands sportjournalist en opiniemaker. Van 1968 tot 1977 maakte hij carrière als profvoetballer in voornamelijk de Eerste divisie.
Tussen 1977 en 2015 was hij in dienst van het weekblad Voetbal International, waar hij van 2000 tot en met 2013 de functie van hoofdredacteur bekleedde. Daarnaast is hij sinds 1999 analist in diverse praatprogramma's op televisie, zoals Sport aan tafel (RTL 5), Voetbal Inside (RTL 7), Veronica Inside (Veronica) en Vandaag Inside (SBS6). In 2011 leverde zijn televisiewerk een nominatie op voor de Zilveren Televizier-Ster.
Hij presenteert zijn eigen radioprogramma Muziek voor volwassenen, dat syndicated wordt uitgezonden op onder andere RTV Drenthe. Van 1995 tot 1998 was hij manager van bluesband Cuby + Blizzards.

## Voetbalcarrière
In verband met het werk van zijn vader, die als adjudant in dienst was van de rijkspolitie, verhuisde Derksen in zijn jeugd van Gelderland naar Drenthe. In zijn geboorteplaats Heteren kwam hij uit voor SV SDOO en in Drenthe voor de amateurclubs Nieuw Buinen en Rolder Boys. Met de laatste club werd Derksen op zestienjarige leeftijd, in 1965, kampioen van de Vierde klasse, door in de laatste wedstrijd Bakkeveen met spits Riemer van der Velde te verslaan. Profclubs als Go Ahead, GVAV, Veendam, FC Twente en Heerenveen toonden belangstelling.
In het seizoen 1966/67 kwam Derksen terecht bij de jeugdopleiding van Go Ahead, die destijds hoog aangeschreven stond. Samen met onder meer Johan Vlietstra, Oeki Hoekema en André van der Ley zat Derksen in het internaat van de ploeg.
Derksen haalde het eerste elftal van Go Ahead niet en tekende in juni 1968 een eenjarig contract bij Cambuur in de Eerste divisie. Hij speelde op de linksbackpositie en stond bekend als een harde en mondige verdediger die overtredingen niet schuwde. Hij werd door sommigen de Nobby Stiles van het Noorden genoemd. Zo trapte hij in zijn eerste seizoen in een wedstrijd tegen DFC een van zijn tegenstanders tegen het achterwerk, wat hem op een reprimande van trainer Jan Bens kwam te staan. Derksen was in Leeuwarden een gewaardeerde voetballer. Hij verlengde zijn contract enkele keren en werd in seizoen 1971/72 aanvoerder van het team. In de zomer van 1972 werd hij verkocht aan SC Veendam.
In de twee wedstrijden die Derksen het jaar erop tegen Cambuur speelde, trapte hij beide keren zijn directe tegenstander Johan Vlietstra, bij wiens ouders hij in Leeuwarden in de kost was geweest, uit de wedstrijd. Een seizoen later liep de wedstrijd Cambuur-Veendam in de slotfase flink uit de hand toen Derksen met een grove en bewuste charge Cambuurspeler Sietze Visser blesseerde. Richting Derksen werd door de toeschouwers massaal "viezerik, viezerik" gescandeerd, waarop hij reageerde met een obsceen handgebaar. Omdat het woedende publiek weigerde te vertrekken, moesten de spelers van Veendam uiteindelijk onder politiebegeleiding naar de bus worden gebracht. Derksen kreeg door de KNVB vier wedstrijden schorsing opgelegd en werd door Veendam op de transferlijst geplaatst. Tot genoegen van trainer Cor van der Gijp, die Derksen een geweldige teamspeler noemde, ging een verkoop aan VVV niet door en bleef Derksen uitkomen voor Veendam.
Ruim een jaar later gingen Veendam en Derksen alsnog uiteen, nadat de speler zich in het Nieuwsblad van het Noorden en Voetbal International negatief uitliet over medespelers, het bestuur en het niveau van Veendam. Ook zijn teksten over zijn vrijetijdsbesteding vielen niet in goede aarde. Hij werd op non-actief gezet en in januari 1975 voor 6.000 gulden overgenomen door Haarlem. Het resterende seizoen was de enige periode in zijn voetballoopbaan dat Derksen uitkwam in de Eredivisie. Op 31 maart 1975 scoorde hij zijn enige doelpunt op het hoogste nationale niveau; de winnende 3-2 in een thuiswedstrijd tegen Wageningen. Haarlem degradeerde dat seizoen via de zeventiende plaats, om een jaar erna als kampioen van de Eerste divisie weer te promoveren. Bij de twee grootste nederlagen, beide in de provincie Groningen, 4-0 tegen Groningen en 5-1 tegen zijn voormalige werkgever Veendam, was Derksen niet van de partij. Vanwege zijn journalistieke aspiraties verhuisde hij in de zomer van 1976 naar het Drentse Emmen en tekende een contract dat hem met ingang van seizoen 1976/77 verbond aan SV Meppen in Duitsland, net over de grens bij zijn woonplaats. Derksen vertrok er na korte tijd met ruzie, waardoor hij verlost was van de soms urenlange busreizen naar (en van) uitwedstrijden. Vervolgens was hij actief in de Mini-voetbalshow, een zaalvoetbalcompetitie die werd uitgezonden op de Nederlandse televisie, waarbij hij speelde voor het team Noord-Nederland. Aan het einde van het seizoen kwam hij nog enkele maanden als libero uit voor MVV. In 1977 beëindigde hij zijn voetballoopbaan.

### Carrièrestatistieken
| Seizoen | Club        | Competitie       | Duels | Goals |
| ------- | ----------- | ---------------- | ----- | ----- |
| 1968/69 | SC Cambuur  | Eerste divisie   | 29    | 1     |
| 1969/70 | SC Cambuur  | Eerste divisie   | 23    | 1     |
| 1970/71 | SC Cambuur  | Eerste divisie   | 29    | 0     |
| 1971/72 | SC Cambuur  | Eerste divisie   | 24    | 0     |
| 1972/73 | SC Veendam  | Eerste divisie   | 32    | 1     |
| 1973/74 | SC Veendam  | Eerste divisie   | 30    | 2     |
| 1974/75 | SC Veendam  | Eerste divisie   | 15    | 1     |
| 1974/75 | HFC Haarlem | Eredivisie       | 15    | 1     |
| 1975/76 | HFC Haarlem | Eerste divisie   | 32    | 1     |
| 1976/77 | SV Meppen   | Amateur-Oberliga | 7     | 0     |
| 1976/77 | MVV         | Eerste divisie   | 8     | 0     |

### Erelijst als voetballer
| Eerste divisie | 1x | 1975/76 |

## Media

#### Journalist
Terwijl hij nog voetballer was, timmerde Derksen tevens aan de weg als journalist. Hij was werkzaam bij De Noord-Ooster, de Winschoter Courant, het Haarlems Dagblad en bij het Nieuwsblad van het Noorden. Onder de pseudoniemen 'Gerrit Westers' en 'Freek Zoontjes' schreef hij inmiddels voor Voetbal International.
Op 1 februari 1977 trad hij in vaste dienst van het voetbalweekblad. In de jaren tachtig onthulde Derksen een zwartgeldaffaire rond FC Groningen en voorzitter Renze de Vries. Sinds 2000 was hij hoofdredacteur van VI. In februari 2013 kondigde Derksen aan deze baan in augustus 2013 neer te leggen; Thijs van Veghel nam het stokje van hem over. Derksen zou tot en met 2017 nog actief blijven als columnist en als hoofdredacteur van de boekenuitgeverij van VI. Door onenigheden tussen Derksen en de nieuwe redactie van VI schreef hij echter sinds september 2014 geen columns meer voor het blad. In september werd Derksen op staande voet ontslagen omdat hij in de VARAgids opperde een nieuw voetbaltijdschrift te beginnen. Met deze plannen zou hij zijn nog lopende arbeidsovereenkomst met WPG Uitgevers schenden.

#### Televisie

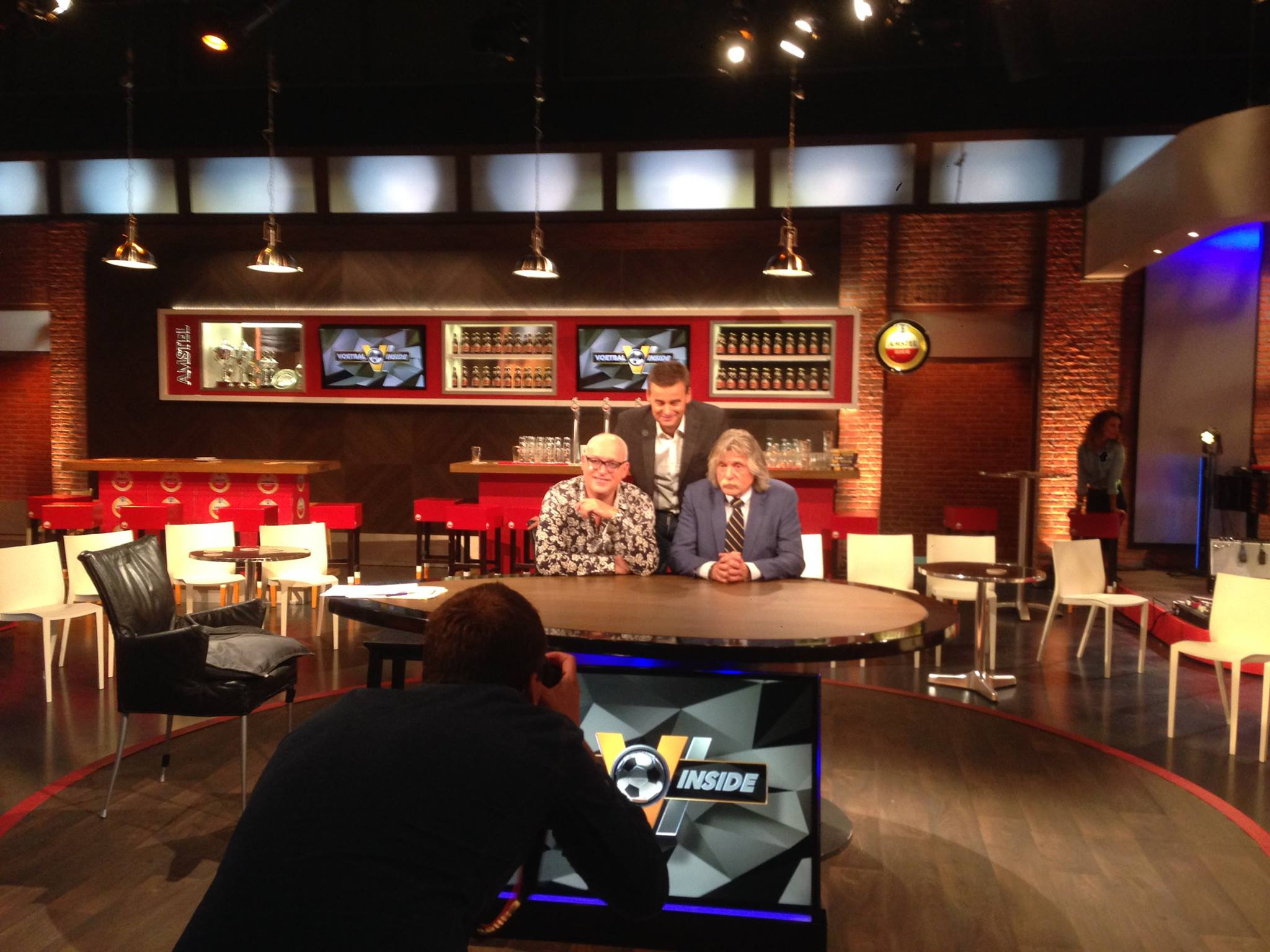
Het VI-trio Van der Gijp, Genee en Derksen in hun tijd bij RTL

Derksen begon op zijn 50ste aan zijn televisiecarrière. Van 1999 tot en met 2001 was hij samen met Hugo Camps vaste gast in het door Ruud ter Weijden gepresenteerde Sport aan tafel. Na een meningsverschil tussen HMG en Endemol maakte het programma een doorstart onder de naam Sunday United. Een kort geding aangespannen door Endemol zorgde ervoor dat Sunday United alweer snel van de buis verdween. Het programma maakte een doorstart als Voetbal Insite en ter Weijden werd al snel vervangen door Wilfred Genee. Later werd dit programma uitgezonden onder de namen RTL Voetbal Insite, Voetbal International en Voetbal Inside.
In 2011 werd Derksen genomineerd voor de Zilveren Televizier Ster voor tv-man van het jaar en won het programma, destijds onder de naam Voetbal International, de Gouden Televizierring. Naast VI was Derksen ook op televisie te zien als analist bij rechtstreeks uitgezonden voetbalwedstrijden in de Europa League en later de Champions League en Conference League. Ook was hij in het verleden nog korte tijd verbonden aan de zender Eredivisie Live, waarvoor hij het programma Doordekken maakte met Genee. In de zomer van 2013 was hij een van de gastpresentatoren bij Knevel & Van den Brink. Dat jaar begon in 2013 met zijn eigen televisieprogramma Derksen & ..., waarin hij een gast uit de voetbalwereld interviewde.
- 2011: Gouden Televizier-Ring (Voetbal International)
- 2011: Zilveren Televizier-Ster (nominatie)
- 2016: RTL Walk Of Fame (Voetbal Inside)

In 2018 stapte Derksen, samen met vrijwel het hele team, over naar Talpa van John de Mol. Ze zetten daar het programma voort op Veronica onder de naam Veronica Inside. Door een val van de trap in zijn huis in april 2019 brak Derksen zijn arm en liep hij een hersenschudding op, waardoor hij voor het eerst in achttien jaar een aantal afleveringen van VI miste.
Vanaf 10 januari 2022 vormde Derksen weer hetzelfde vaste trio met Wilfred Genee en René van der Gijp bij Vandaag Inside op SBS6, een dagelijkse talkshow van Talpa die toen begon en Veronica Inside opvolgde.

#### Uitgever
Sinds oktober 2015 heeft Johan Derksen, samen met Michel van Egmond en zijn dochter Marieke Derksen, een eigen uitgeverij genaamd Voetbal Inside Boeken, een imprint van Overamstel Uitgevers. Met de ondersteuning van het gelijknamige televisieprogramma, probeerde de uitgeverij de groei van het Nederlandse sportboek voort te zetten. De uitgeverij heeft met titels als Gijp, Kieft en Geen Genade enkele bestsellers op haar naam staan. Toen het programma Voetbal Inside verhuisde naar Veronica werd de naam van de uitgever aangepast naar Inside. Op 26 mei 2021 verscheen de door Van Egmond en Antoinnette Scheulderman geschreven biografie Derksen bij Inside.

### Muziek
Derksen was tussen 1995 en 1998 manager van Cuby + Blizzards, de groep van zijn jeugdvriend Harry Muskee. In 2014 presenteerde hij de achtdelige serie Derksen on the Road, waarin hij op bezoek gaat bij enkele grondleggers van de Nederlandse popmuziek. Hij wijdde een aflevering aan Specs Hildebrand, Rudy Bennett, Jan de Hont, Dick van Altena, Johnny Kendall, Erwin Java en bandleden van The Shoes, Les Baroques en The Buffoons. Deze grondleggers komen in zijn theatervoorstelling Johan Derksen en pioniers van de Nederpop ook voorbij, waar dan tevens een expositie opgesteld is door conservator Jaap Schut. Hierna kwamen de theatervoorstellingen Derksen keeps the blues alive en The Sound of The Blues & Americana.

### Radio
Sinds oktober 2005 maakt Derksen radioprogramma's onder de noemer Muziek voor volwassenen, waarin voornamelijk veel blues, soul, country en americana wordt gedraaid.
Dit programma is/was te horen op de volgende stations:
- Radio Rijnmond (oktober 2005 t/m april 2022).
- Radio Drenthe (september 2016 t/m heden, elke werkdag van 18:00 tot 19:00 uur).
- 40UP Radio (2016 t/m 2020).
- NH Radio (juli 2021 t/m april 2022).
- Radio West (januari 2022 t/m april 2022).
- Arrow Bluesbox Radio (november 2021 t/m heden,  donderdag- en vrijdag van 23:00 tot 00:00 uur en zondag van 21:00 tot 00:00 uur).
- Radio Veronica (augustus 2022 t/m juni 2024).
- Radio 10 60's en 70's Hits (juli 2024 t/m heden, elke werkdag van 23:00 tot 00.00 uur).

Op 28 april 2022 stopten Rijnmond, NH Radio en Radio West de samenwerking met Derksen naar aanleiding van een bekentenis van Derksen uit het verleden. RTV Drenthe wilde eerst een gesprek met Derksen over het voorval en besloot aan de hand daarvan het programma te behouden.
Het radioprogramma nam hij tot 2016 op in de studio van Radio Rijnmond. Daarna nam hij alle uitzendingen samen met technicus Freek Medendorp op bij Radio Drenthe. Sinds 2019 heeft hij ook een studio aan huis, vanwaar zijn tevens in 2019 opgerichte eigen internetradiozender Grolloo Radio uitzendt.
Van augustus 2022 tot juni 2024 was het programma ook op de landelijke radio te horen bij Radio Veronica.

### Podcast
Derksen neemt samen met voormalig  No Surrender-leider Henk Kuipers de actualiteit door in de wekelijkse podcast Groeten uit Grolloo. De eerste aflevering was 16 mei 2025.
De door Derksen samengestelde en gepresenteerde  muziekprogramma's voor Arrow Bluesbox Radio zijn per social media na te luisteren in een "podcast".

### Museum
Het Nationaal Voetbalmuseum zag in 2010 het levenslicht in Middelburg en verhuisde later naar Roosendaal, omdat het niet het gewenste aantal bezoekers wist te trekken. Ook op de nieuwe locatie bleef succes uit, waardoor het in 2019 zijn deuren sloot. Het grootste deel van de collectie bleef bijeen door inspanningen van Derksen en oud-collega Matty Verkamman. Samen met Kees Jansma en Hugo Borst ging Derksen op zoek naar een nieuwe locatie voor het museum. In het najaar van 2020 werd bekend dat de groep zijn oog had laten vallen op Deventer, later kwam als locatie Zeist in beeld.